# Houdt Braaf Stand
S.V.V. Houdt Braaf Stand, kortweg H.B.S., was een voetbalclub uit de Nederlands-Indische stad Soerabaja. De club was aangesloten bij de Soerabajasche Voetbalbond en won zowel viermaal de Hoofdklasse als tien keer de Eerste klasse. Ten einde van het Nederlandse bewind in Indonesië ging HBS in 1951 op in Persebaya Surabaya.

## Geschiedenis
Vier vrienden van de Hogere Burger School in Soerabaja richtten op 13 januari 1913 een voetbalclub op. De drie oprichters zijn de heren Kloesmeyer, Fruneaux, Gerards en Van Sliedrecht. Omdat de club niet uitsluitend een scholierenclub was, werd – met behoud van de initialen HBS – de clubnaam Soerabaiasche Voetbal Vereeniging "Houdt Braaf Stand" aangenomen, naar voorbeeld van de Nederlandse topclub Houdt Braef Standt. In april 1914 werd aan de voetbalvereniging rechtspersoonlijkheid verleend.
De uitgestrektheid van Nederlands-Indië maakte een nationale competitie onmogelijk. Slechts op regionaal niveau werden competities gespeeld. De club werd in 1913 toegelaten tot de Soerabajasche Voetbalbond, waarin H.B.S. in april 1913 direct mocht instromen in de Eerste klasse. De club speelde competitiewedstrijden tegen andere Nederlands-Indische voetbalclubs op Java.
In het seizoen 1934 trokken de clubs H.B.S. en Mena Moeria zich na protest terug uit de competitie. Na onderhandelingen met de bond keerde H.B.S. in oktober weer terug bij de SVB. Dit werd bezegeld met een verzoeningswedstrijd van het Soerabaja-bondselftal tegen een combinatie van H.B.S. en Mena Moeria (uitslag 3-2).
In 1935 nam HBS deel aan het Oost-Javaans Kampioenschap van de Nederlandsch-Indische Voetbalbond, een overgangsklasse waar men plaatsing kon afdwingen voor de NIVB Hoofdklasse. De Nederlandsch-Indische Voetbalbond werd echter in juni 1935 ontbonden, waardoor de Soerabajasche Voetbalbond de organisatie van een Hoofdklasse op zich nam.
Na de soevereiniteitsoverdracht van Nederland aan de Republik Indonesia in 1950 smolten alle clubs van de Soerabajasche Voetbalbond samen in Persebaya Surabaya, dat in het seizoen 1951 nog een combinatieteam uit Soerabaja was.

## Competitieresultaten 1913–1950
| 4 1 |

| 3 1 |

| 3 1 |

| 1 |

| 1 |

| 1 |

| 1 |

|  |

|  |

| 1 |

| 1 |

| 1 |

| 1 |

| 2 1 |

| 4 1 |

| 3 1 |

| 3 1 |

| 3 1 |

| 2 1 |

| 2 1 |

| 3 1 |

|  |

| 3 II |

| 1 |

| 1 |

| 1 |

| 2 |

| 2 |

| 1 |

|  |

| 3 1 |

| 1 |

| 3 1 |

| 1 |

| Hoofdklasse SVB | Eerste klasse SVB | Overgangsklasse |

In elke staaf van de grafiek staat van boven naar beneden vermeld: 
- Eindnotering

Dit is de positie die de club heeft bereikt in de competitie, zonder eventuele beslissings-, play-off- of nacompetitiewedstrijden die nodig zijn geweest om bijvoorbeeld de kampioen van de competitie te bepalen.
Indien een * achter het getal staat is de notering een tussenstand en kan het zijn dat de notering niet overeenkomt met de uiteindelijke eindstand van de competitie.
Staat er een - dan is het seizoen nog bezig en is er geen definitieve uitslag bekend.
Staat er xx op de positie van de notering, dan heeft de club vroegtijdig de competitie verlaten. Dit kan onder andere komen door terugtrekking van het team, faillissement van de club of door een uitgedeelde straf van de KNVB. In veel gevallen staat elders in het artikel de reden vermeld.
Staat er een ? dan is het resultaat uit het verleden onbekend, en is alleen de competitie of het niveau bekend van dat seizoen.
In de seizoenen 2019/20 en 2020/21 werd wegens de coronacrisis het amateurvoetbal afgebroken. Daardoor kennen deze staven geen eindklassering (middels -- weergegeven).
- Competitieniveau en afdelingsletter of Officiële eindstand Eredivisie
  - Competitieniveau en afdelingsletter

Hierbij geeft het getal het niveau weer, dat ook terug te vinden is in de legenda. De letter is de afdelingsaanduiding en wordt gebruikt wanneer er meer afdelingen zijn op hetzelfde niveau. De afdelingsletter is altijd een hoofdletter en wordt meestal zonder nummer gebruikt.
Voorbeeld: 2F is niveau 2e klasse competitie F.
Het competitieniveau en nummer wordt niet vermeld wanneer er slechts één competitie van dit niveau was.
  - Officiële eindstand Eredivisie (getal staat tussen haakjes vermeld)

Sinds de introductie van play-offwedstrijden voor Europees voetbal na afloop van de reguliere competitie in 2005/06, is de KNVB verplicht een eindstand van de Eredivisie door te geven aan de UEFA aan de hand van deze play-offwedstrijden.
Bij deze eindstand staan clubs die zich hebben gekwalificeerd voor Europees voetbal hoger dan clubs die zich niet wisten te kwalificeren. Indien er geen verschil was tussen de eindnotering en de officiële eindstand, staat dit getal niet vermeld.

- Onderafdeling

Hier staat afgekort de naam van de onderafdeling indien de club in dat jaar in een onderafdeling uitkwam. Tevens staat deze afkorting in de legenda en wordt gelinkt naar het artikel over deze onderafdeling. Deze afkorting wordt alleen vermeld wanneer de club in het verleden in verschillende onderafdelingen heeft gespeeld. Deze vermelding is in de staaf altijd in kleine letters. Deze onderafdelingen zijn na het seizoen 1995/96 afgeschaft. Heeft de club in slechts één onderafdeling gespeeld, dan is dit alleen terug te vinden in de legenda.
Onder de staaf staat het jaartal vermeld waarin het seizoen is afgesloten. 15 verwijst naar het seizoen 2014/15 of eventueel het seizoen 1914/15.
Wanneer een staaf leeg is, zijn deze gegevens niet bekend. Het kan ook zijn dat de club dat seizoen niet heeft meegespeeld op het hogere amateurniveau, vroegtijdig de competitie heeft verlaten of uit de competitie is gezet.

In het seizoen 1944/45 was er wegens de Tweede Wereldoorlog geen regulier competitievoetbal.

## Erelijst
| Competitie                      | Winnaar | Winnaar                                                    | Runner up | Runner up        |
| Competitie                      | Aantal  | Jaren                                                      | Aantal    | Jaren            |
| ------------------------------- | ------- | ---------------------------------------------------------- | --------- | ---------------- |
| Soerabajasche Voetbalbond (SVB) |         |                                                            |           |                  |
| Hoofdklasse                     | 4×      | 1936, 1937, 1938, 1941                                     | 2×        | 1939, 1940       |
| Eerste klasse                   | 10×     | 1916, 1917, 1918, 1919, 1922, 1923, 1924, 1925, 1948, 1950 | 3×        | 1926, 1931, 1932 |
| Tweede klasse                   | 3×      | 1916¹, 1917¹, 1918¹                                        | 3×        | 1913¹            |

¹ Gewonnen door een reserve-elftal van HBS.

## Internationals
De HBS leverde door de jaren heen internationals af voor het Nederlands-Indisch voetbalelftal. In aanloop naar de Spelen van het Verre Oosten van 1934 werd Wim Röhrig opgenomen bij de voorselectie, maar hij werd echter niet meegenomen naar het toernooi.
Toen Nederlands-Indië als gast mocht deelnemen aan het Voetbalkampioenschap van de Filipijnen van 1935, werden met Wim Röhrig, Achmad Nawir, Van Oorde en Nasaroedin vijf spelers van HBS geselecteerd. Ze kregen allen speeltijd en Nasaroedin (2), Van Oorde (1) en Nawir (1) wisten hun doelpuntjes te maken. Deze officieuze wedstrijden tegen clubteams gelden echter niet als interlands.
Gerrit de Raadt speelde op 17 augustus 1930 met Nederlands-Indië een officieuze wedstrijd om de Abdullah-beker tegen Loh Hwa uit Shanghai. De beker ging na een 4-4 gelijkspel verloren, maar De Raadt scoorde wel eenmaal.
Jan Harting en Rudi Telwe gingen mee naar het Wereldkampioenschap voetbal 1938, maar kwamen tijdens dit toernooi niet in actie.
| Periode | Naam                | Interlands | Doelpunten |
| ------- | ------------------- | ---------- | ---------- |
| 1934    | Lou Baumgarten      | 3          | 0          |
| 1938    | Achmad Nawir        | 2          | 0          |
| 1938    | Suvarte Soedarmadji | 2          | 0          |